# Aspalathus vermiculata
Aspalathus vermiculata är en ärtväxtart som beskrevs av Jean-Baptiste de Lamarck. Aspalathus vermiculata ingår i släktet Aspalathus och familjen ärtväxter. Inga underarter finns listade i Catalogue of Life.